# 예세민
예세민(芮世民, 1974년 ~ )은 대한민국의 제70대 춘천지방검찰청 검사장이다.

## 생애
본관은 의흥이며, 경상북도 청도군 출신이다. 오성고등학교와 서울대학교 법대, 미국 하버드 대학교 로스쿨을 졸업했다. 
사법연수원을 28기로 수료하고 1999년 서울지검 검사로 임관했다. 2001년 대구지검 포항지청 검사, 2003년 부산지검 검사, 2006년 대구지검 검사를 거쳐 2008년 대검찰청 검찰연구관을 지냈다.
2010년에는 수원지검 부부장 검사를 지냈고, 2011년 수원지검 부부장검사로 옮겼다가 법무부 검찰국 검찰제도개선TF팀에 파견됐다.
2013년 창원지검 밀양지청장을 지냈고 2014년에는 대전지검 부부장검사로 근무하며 주제네바대표부에 파견됐다. 2017년 대전지검으로 돌아와 형사2부장검사를 역임했다.
2017년 8월 대검창청 범죄정보1담당관을 지내고, 2018년 수사정보1담당관으로 근무했다. 이후 서울중앙지검 외사부장검사, 서울고등검찰청 검사, 해외불법재산환수 합동조사단 단장, 대검찰청 공공수사정책관을 지냈다.
2020년 9월부터 2021년 6월까지 제38대 수원지방검찰청 성남지청장을 역임했다. 
2021년 6월 검사장으로 승진하여 대검찰청 기획조정부장을 지냈다.
2022년 춘천지방검찰청 검사장으로 임명되었다.